# 몽키킹 3: 서유기 여인왕국
《몽키킹 3: 서유기 여인왕국》은 2018년에 개봉한 중국, 홍콩의 영화이다.

## 줄거리
손오공, 저팔계, 사오정이 삼장법사를 호위하여 서역으로 경전을 얻으러 가던 중 남자는 존재하지 않는 여야국에 도착한다. 그리고 삼장법사를 본 여야국의 국왕은 첫눈에 사랑에 빠지게 되지만 여야국의 국사대인은 남자는 독극물과 같으니 삼장법사 일행을 없애라고 하는데···

## 캐스팅
- 곽부성 - 손오공 역
- 풍소봉 - 삼장법사 역
- 조려영 - 여아국 국왕 역
- 샤오선양 - 저팔계 역
- 나중겸 - 사오정 역